# St. Florian (Fraunberg)

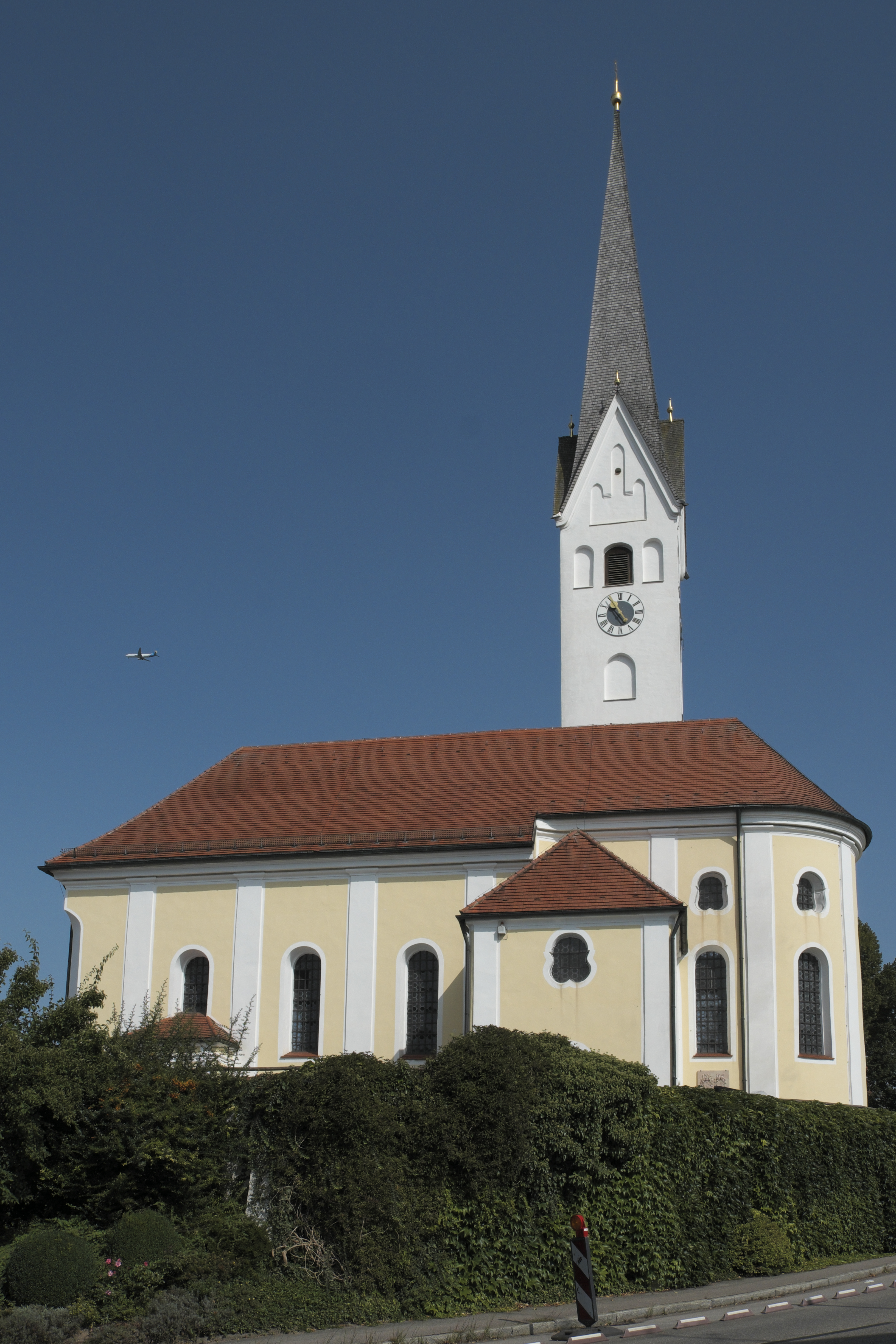
Außenansicht der Pfarrkirche St. Florian von Süden

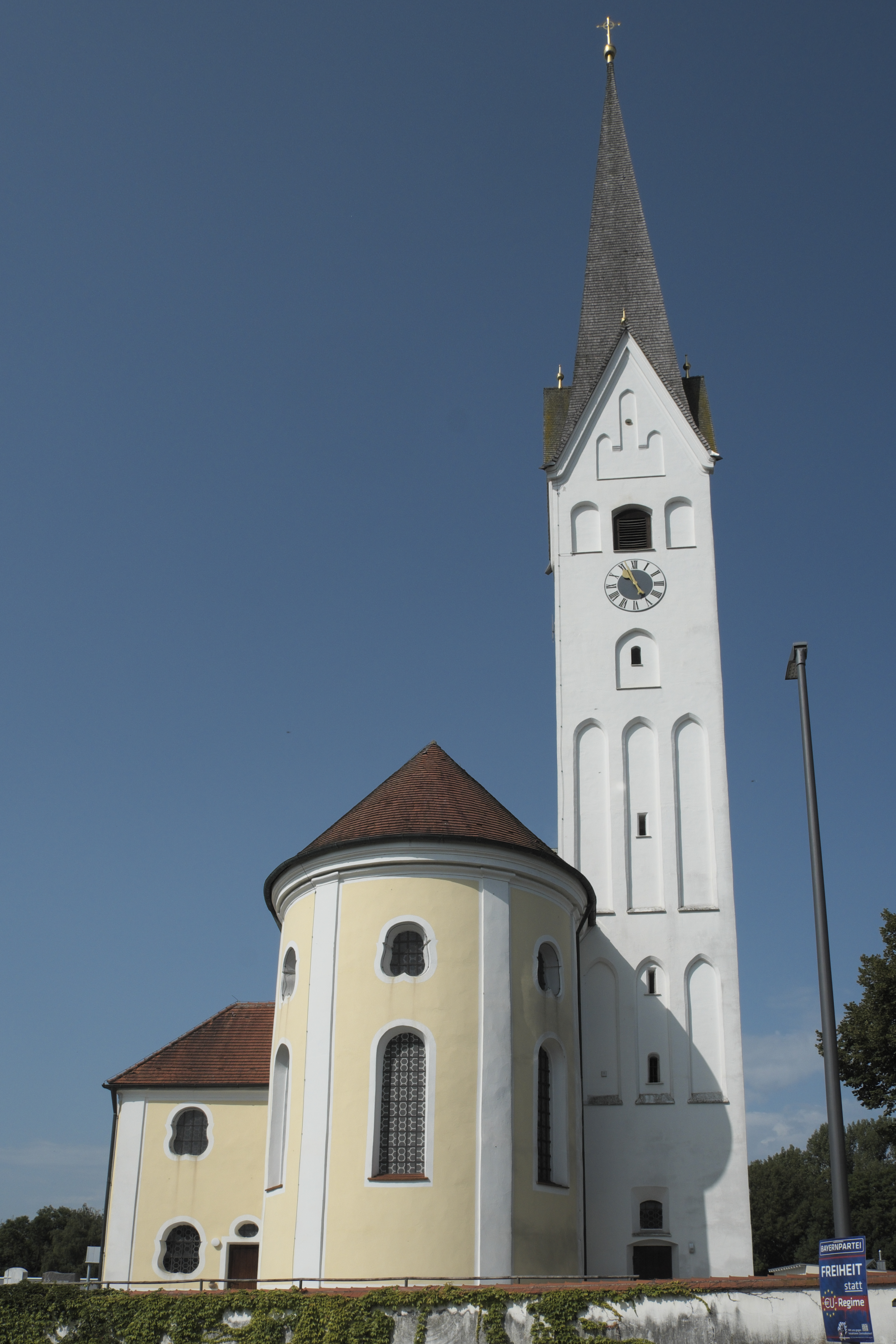
Außenansicht von Osten

Die römisch-katholische Pfarrkirche St. Florian in Fraunberg, einer Gemeinde im oberbayerischen Landkreis Erding, wurde in der zweiten Hälfte des 18. Jahrhunderts an der Stelle einer spätgotischen Vorgängerkirche errichtet. Aus diesem Vorgängerbau haben sich das Untergeschoss des Glockenturms und die Assistenzfiguren des Hochaltars erhalten. Die Kirche ist dem heiligen Florian von Lorch geweiht.

## Geschichte
Vermutlich entstand bereits in der Mitte des 13. Jahrhunderts ein romanischer Kirchenbau, dem noch vor 1500 ein spätgotisches Gotteshaus folgte. Die heutige Kirche wurde 1767/69 nach den Plänen des Landshuter Hofmaurermeisters Georg Felix Hirschstötter errichtet. Bei einem Blitzschlag im Jahr 1775 oder 1780 erlitt das Gebäude großen Schaden und musste wiederhergestellt werden.

## Architektur

### Außenbau
Die Außenmauern werden von Lisenen gegliedert. Im nördlichen Chorwinkel erhebt sich der Turm, dessen neugotischer Spitzhelm über vier Giebeln 1869 aufgebaut wurde. Der spätgotische Unterbau ist von spitzbogigen Blendfeldern durchbrochen. Im südlichen Chorwinkel ist die Sakristei angebaut, das Obergeschoss diente ehemals als Patronatsloge. Der Eingang ist in ein kleines, von Pilastern gerahmtes Vorzeichen an der Südwestseite des Langhauses integriert.

### Innenraum

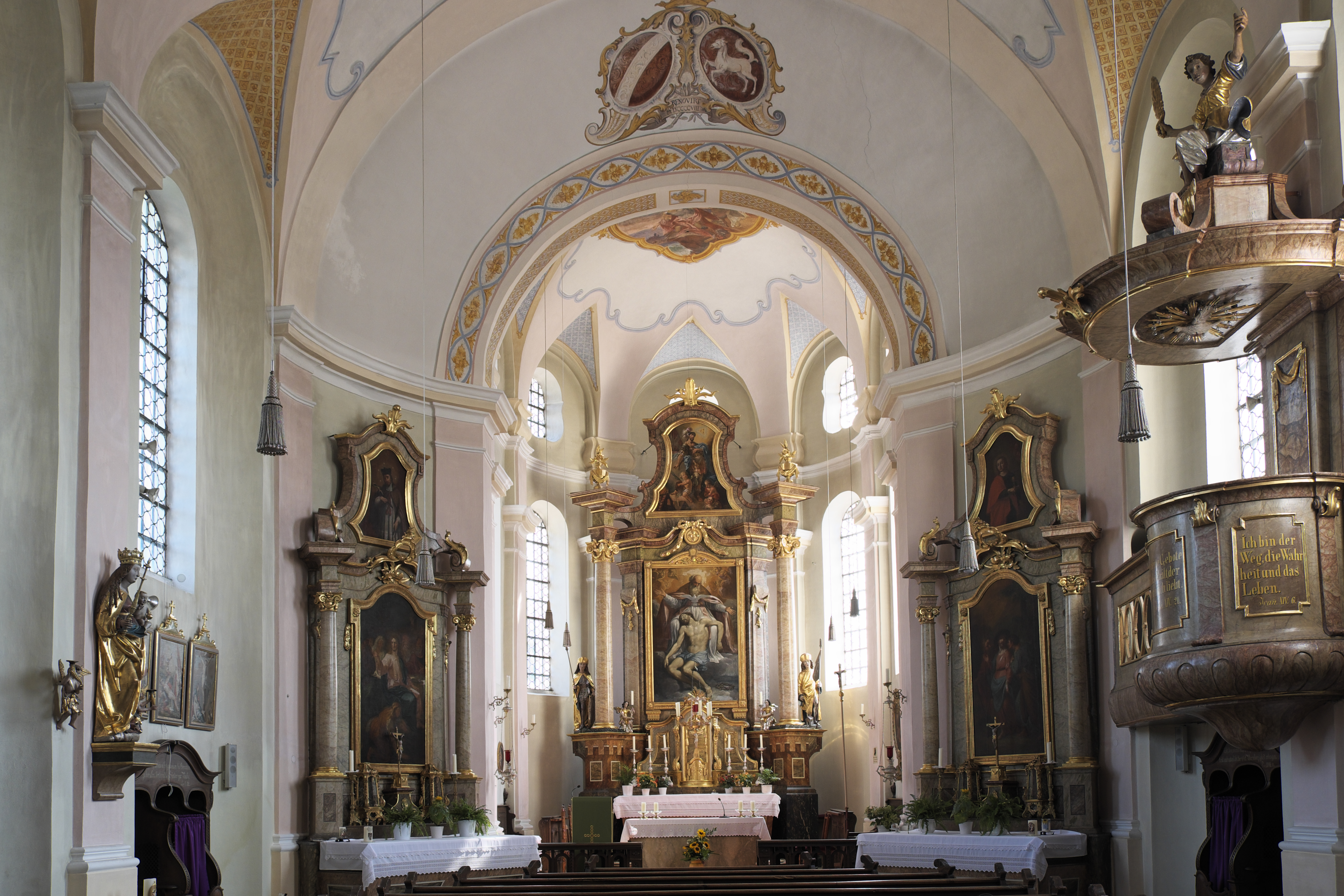
Innenraum

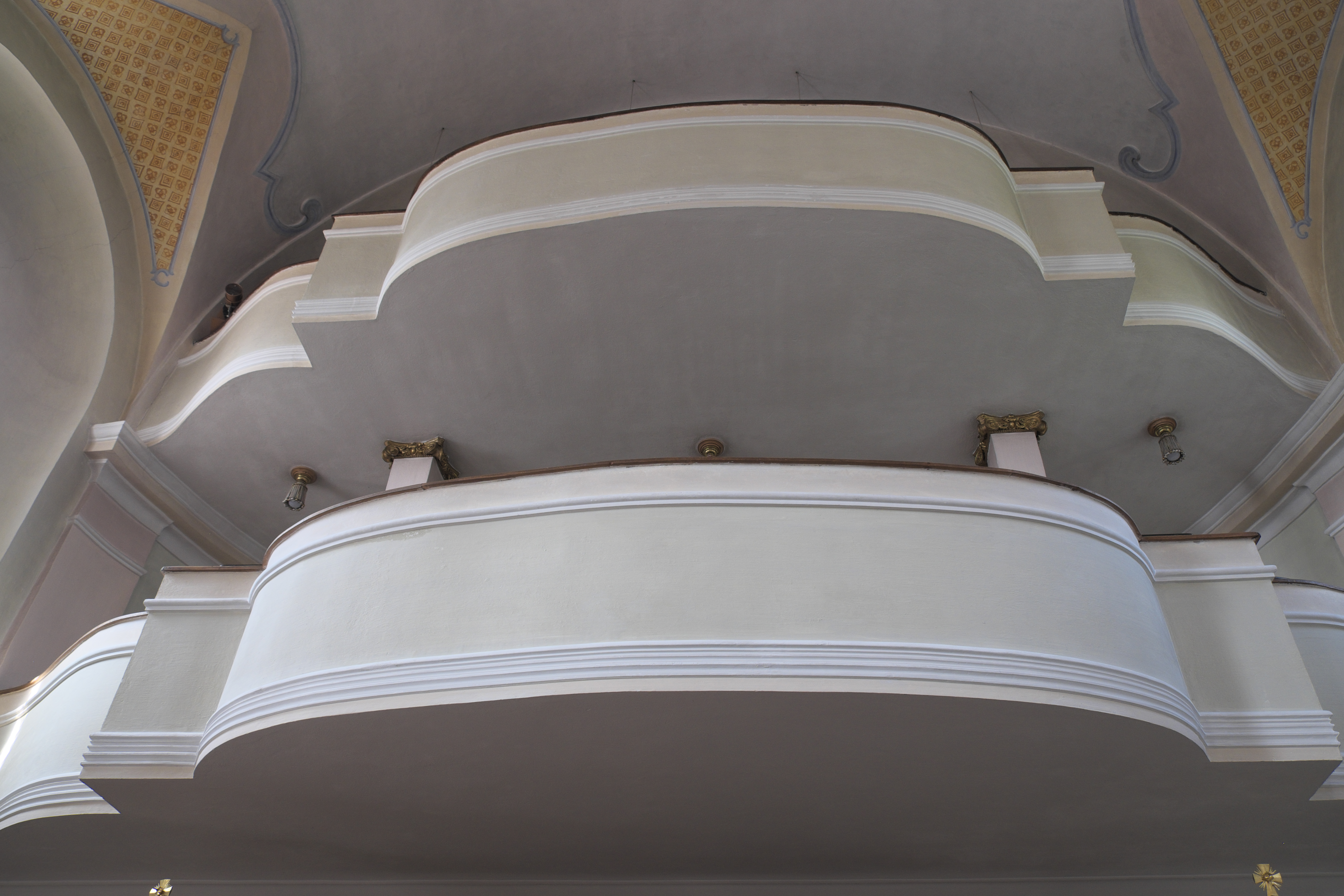
Doppelempore im Westen

Der Innenraum, ein dreiachsiger Saalbau mit abgeschrägten Ecken, wird von einer Stichkappentonne über flachen Wandpfeilern gedeckt. Der eingezogene, zweiachsige Chor ist halbrund geschlossen. Langhaus und Chor werden von großen Rundbogenfenstern beleuchtet, im Chor sind dreipassförmige Oberfenster eingeschnitten. Den westlichen Abschluss des Langhauses bildet eine Doppelempore, die 1958 erneuert wurde.

## Deckenmalereien
Die Deckenmalereien wurden 1908 durch die Münchner Maler Ludwig Ametsberger und Hans Kögl ausgeführt. Sie sind dem heiligen Florian, dem Schutzpatron der Kirche, gewidmet und stellen im Langhaus sein Verhör und im Chor sein Martyrium dar. Am Chorbogen prangt das Allianzwappen der Familie Fraunberg mit der Jahreszahl der Kirchenrenovierung im Jahr 1908.

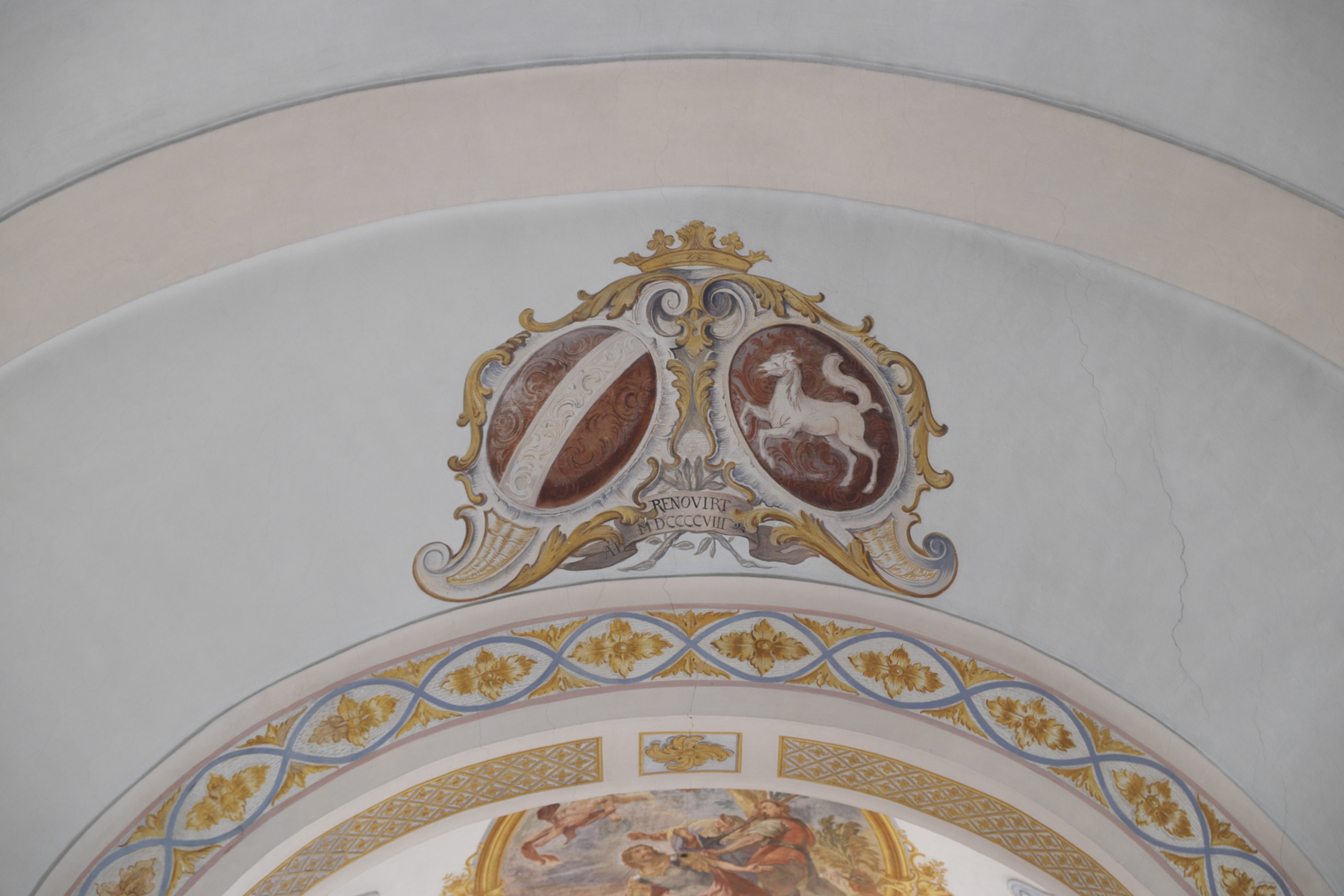
Allianzwappen am Chorbogen
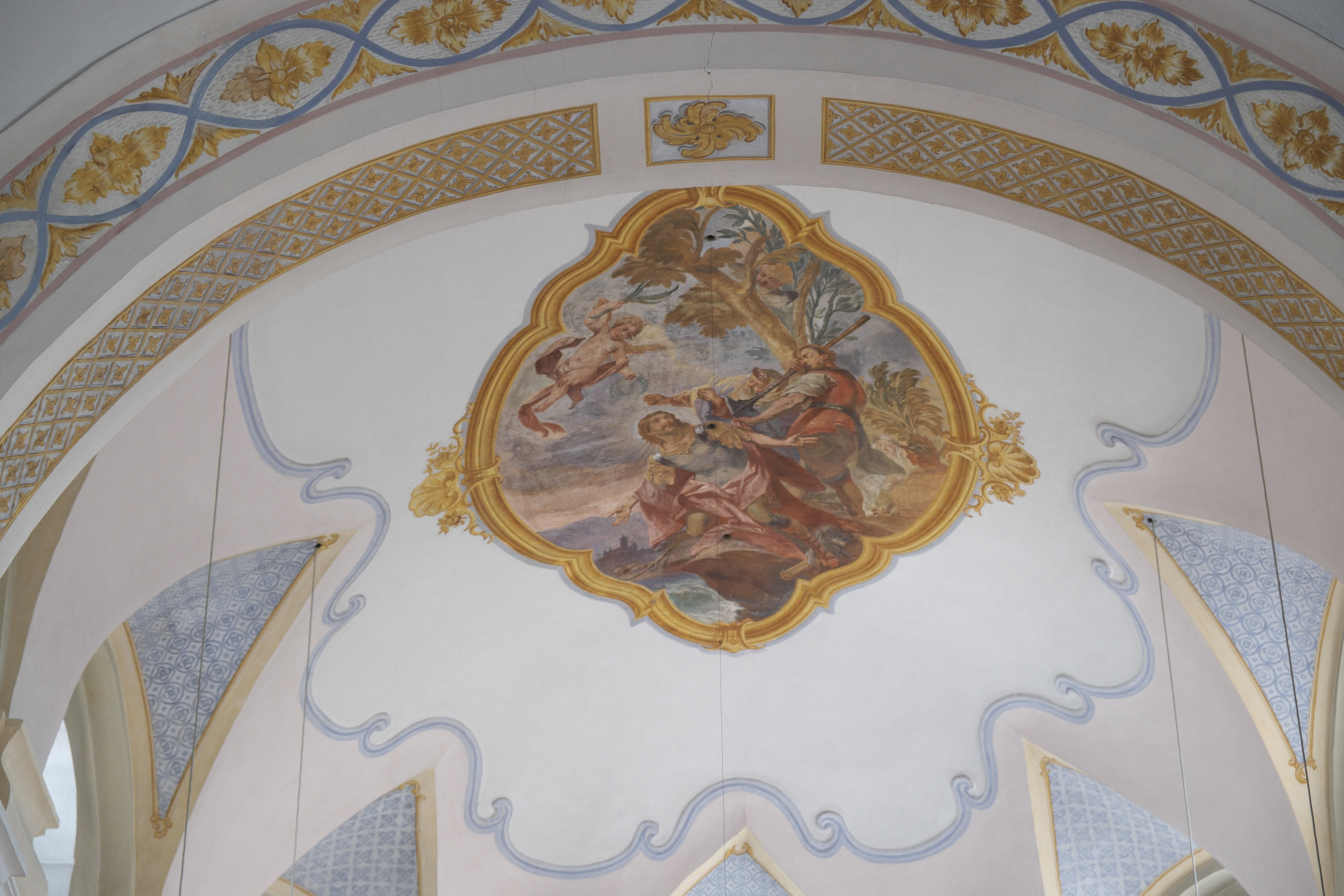
Deckenmalerei im Chor
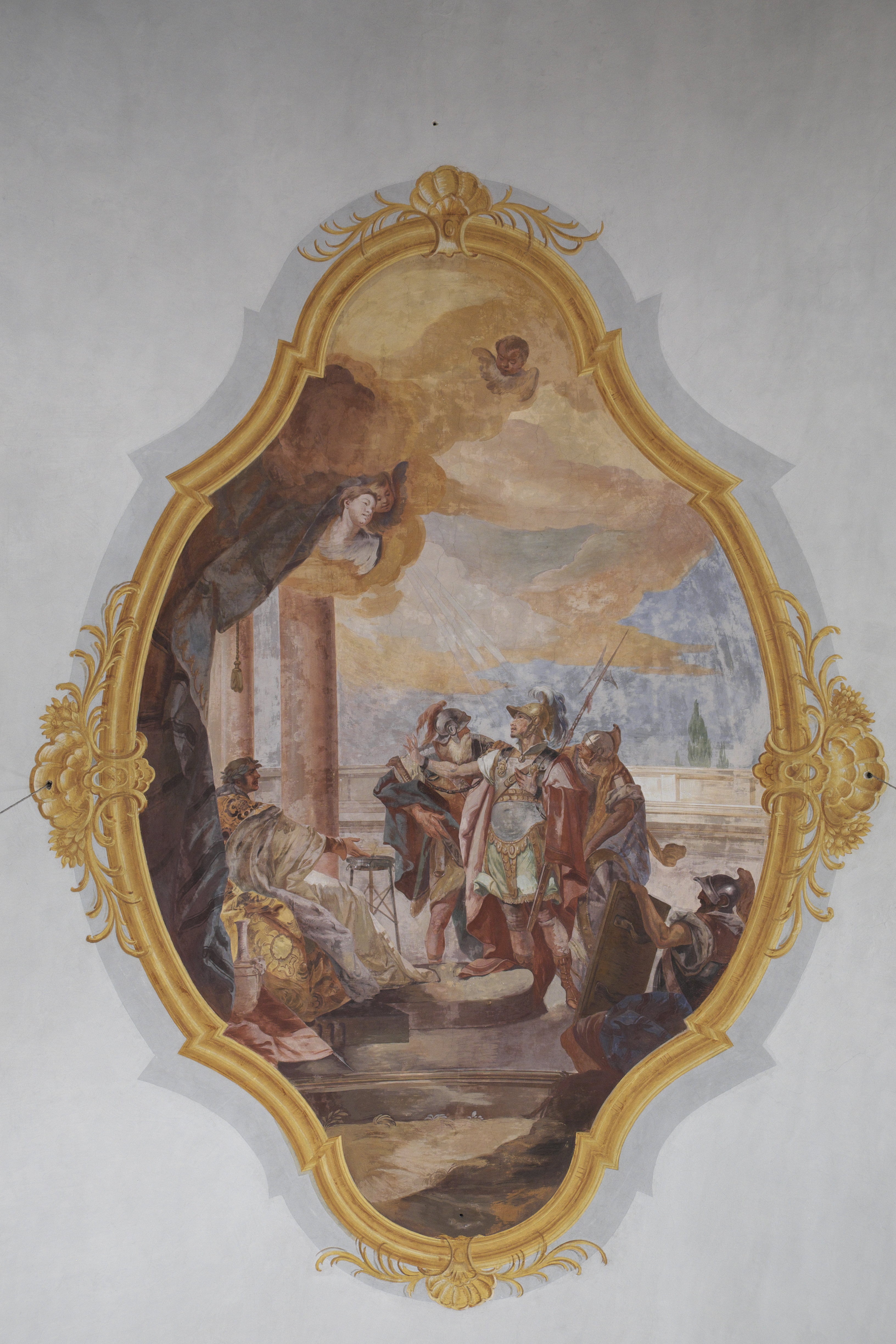
Deckenmalerei im Langhaus

## Ausstattung

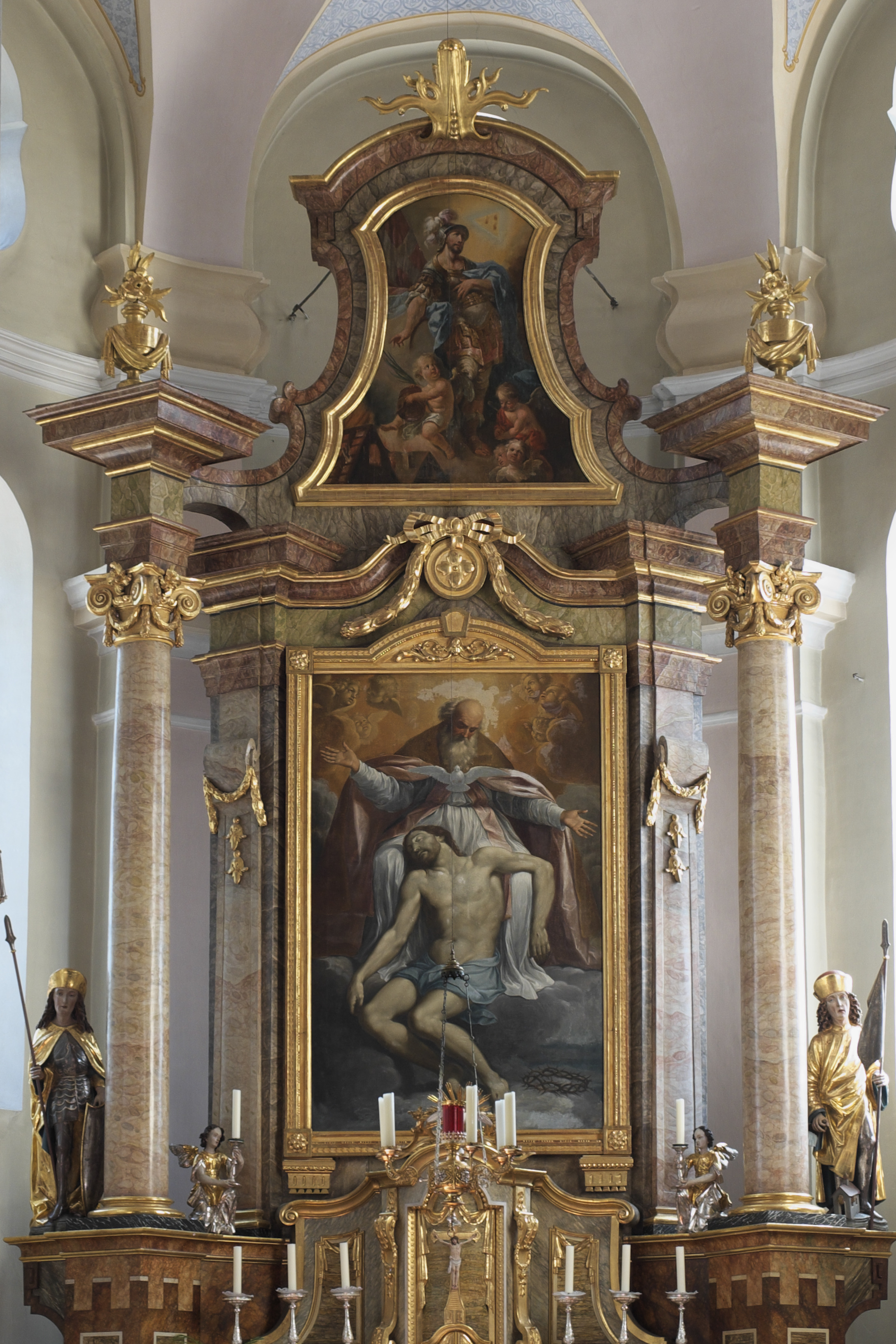
Hochaltar

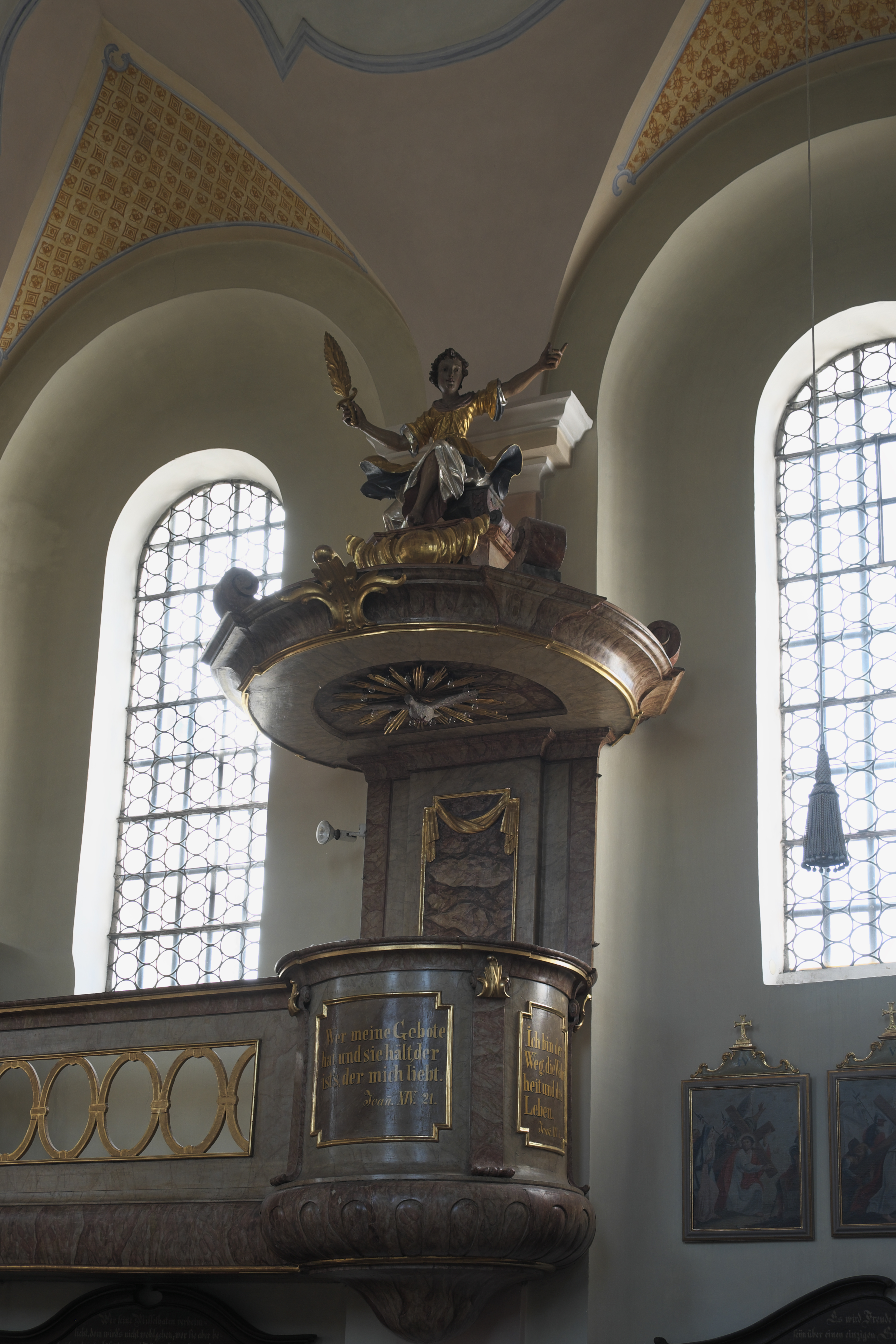
Kanzel

- Der Hochaltar, die beiden Seitenaltäre, die Kanzel und zwei Beichtstühle wurden von dem Schreiner Anton Fackler aus Dorfen im Stil des frühen Klassizismus geschaffen. Auf dem Hochaltarblatt ist der Gnadenstuhl dargestellt, die Gemälde der Seitenaltäre, links Maria Magdalena, die Jesus die Füße salbt, rechts Jesus und die Emmausjünger, wurden von Joseph Hauber ausgeführt.
- Die Leuchterengel sind Arbeiten des Rokokobildhauers Christian Jorhan des Älteren.
- Die Seitenfiguren des Hochaltars, der heilige Georg und der heilige Florian, stammen noch vom spätgotischen Altar aus der Zeit um 1490.
- Die spätgotische Schnitzfigur der Madonna mit Kind im Langhaus wird um 1500 datiert. Sie wird umgeben von zwei Leuchterengeln aus dem 17. Jahrhundert.
- Die Figuren der Apostel Petrus und Paulus im Langhaus stammen aus dem 18. Jahrhundert.
- Die Rokokofigur des heiligen Florian wurde von Christian Jorhan dem Älteren geschaffen.

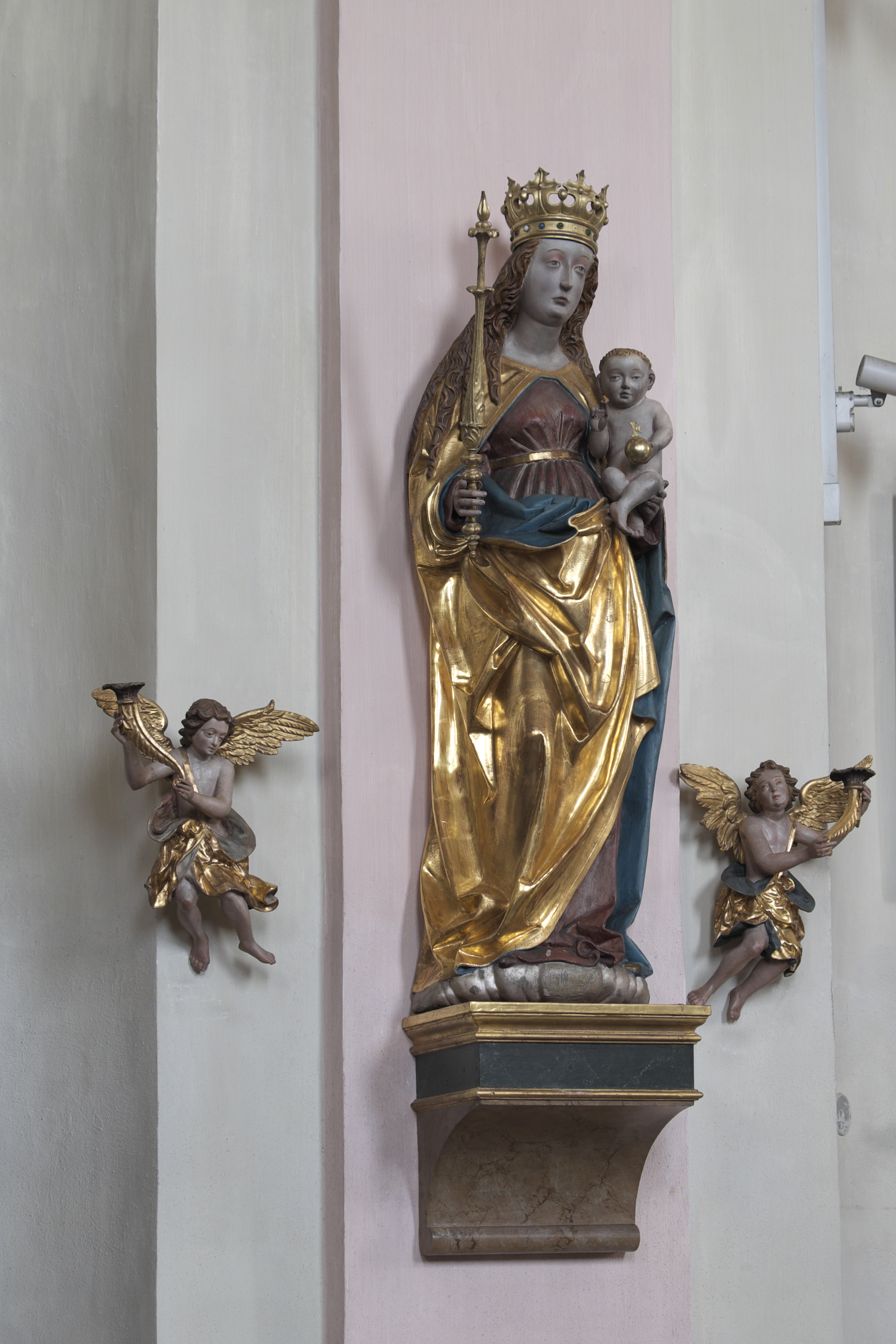
Madonna, um 1500
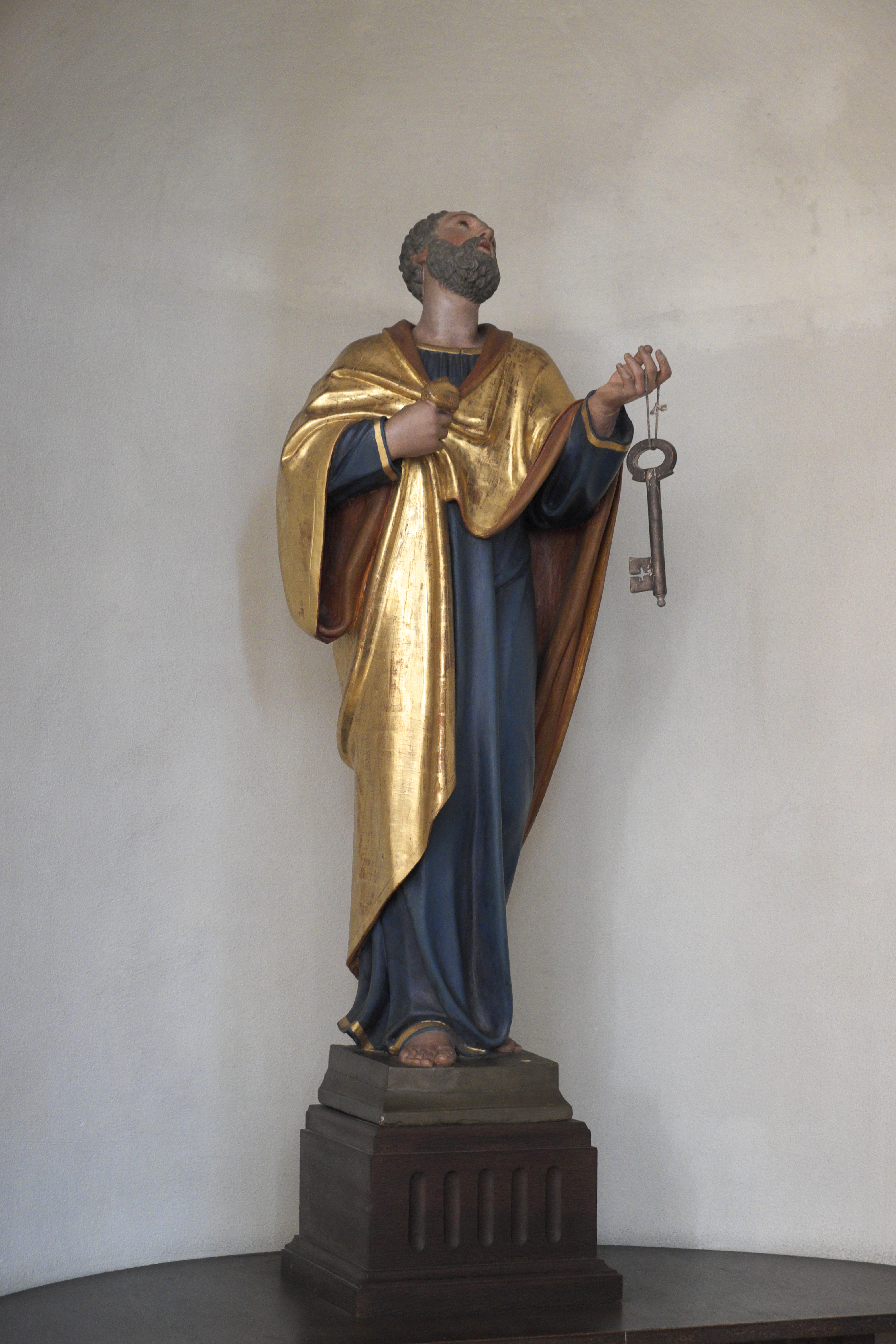
Apostel Petrus
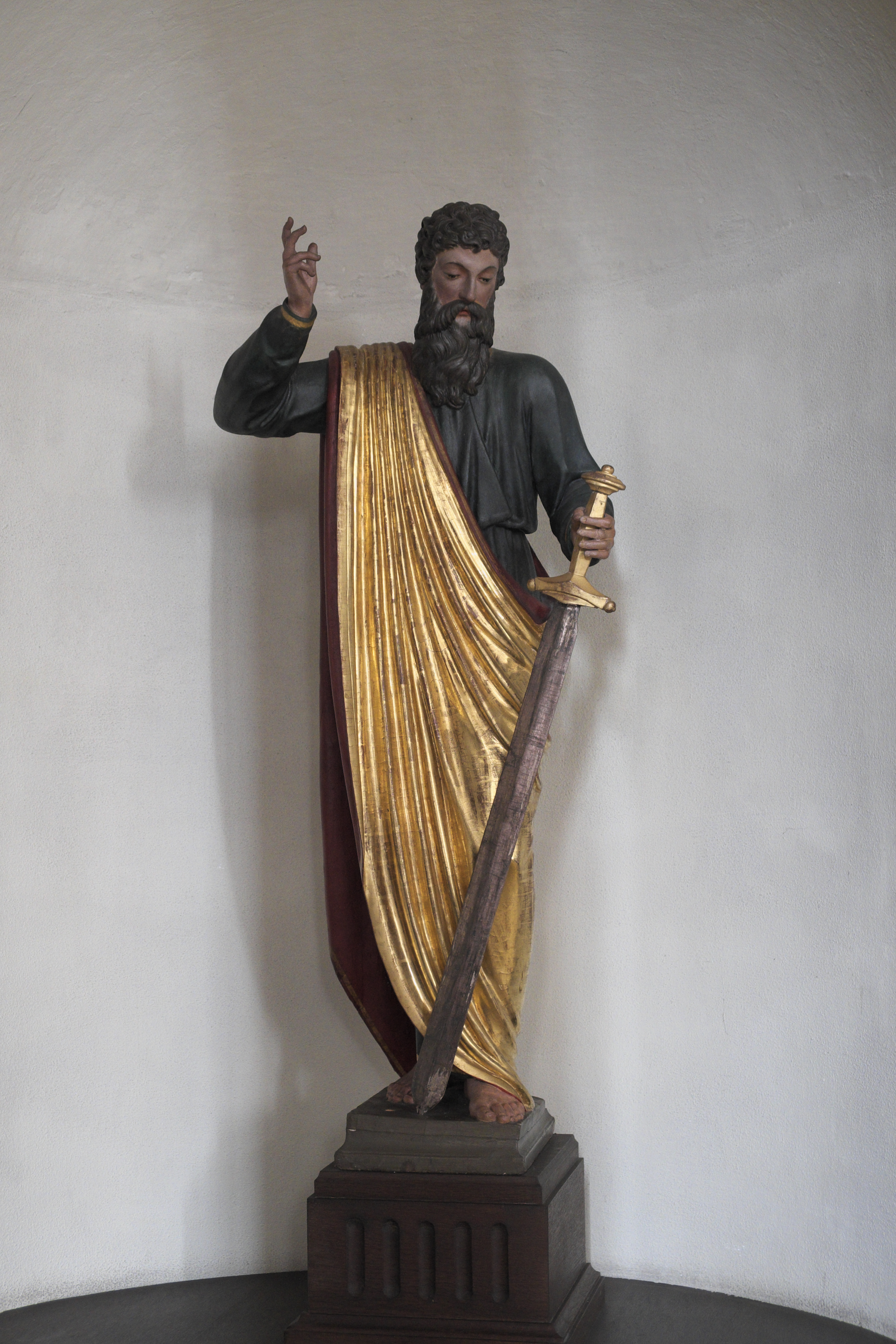
Apostel Paulus
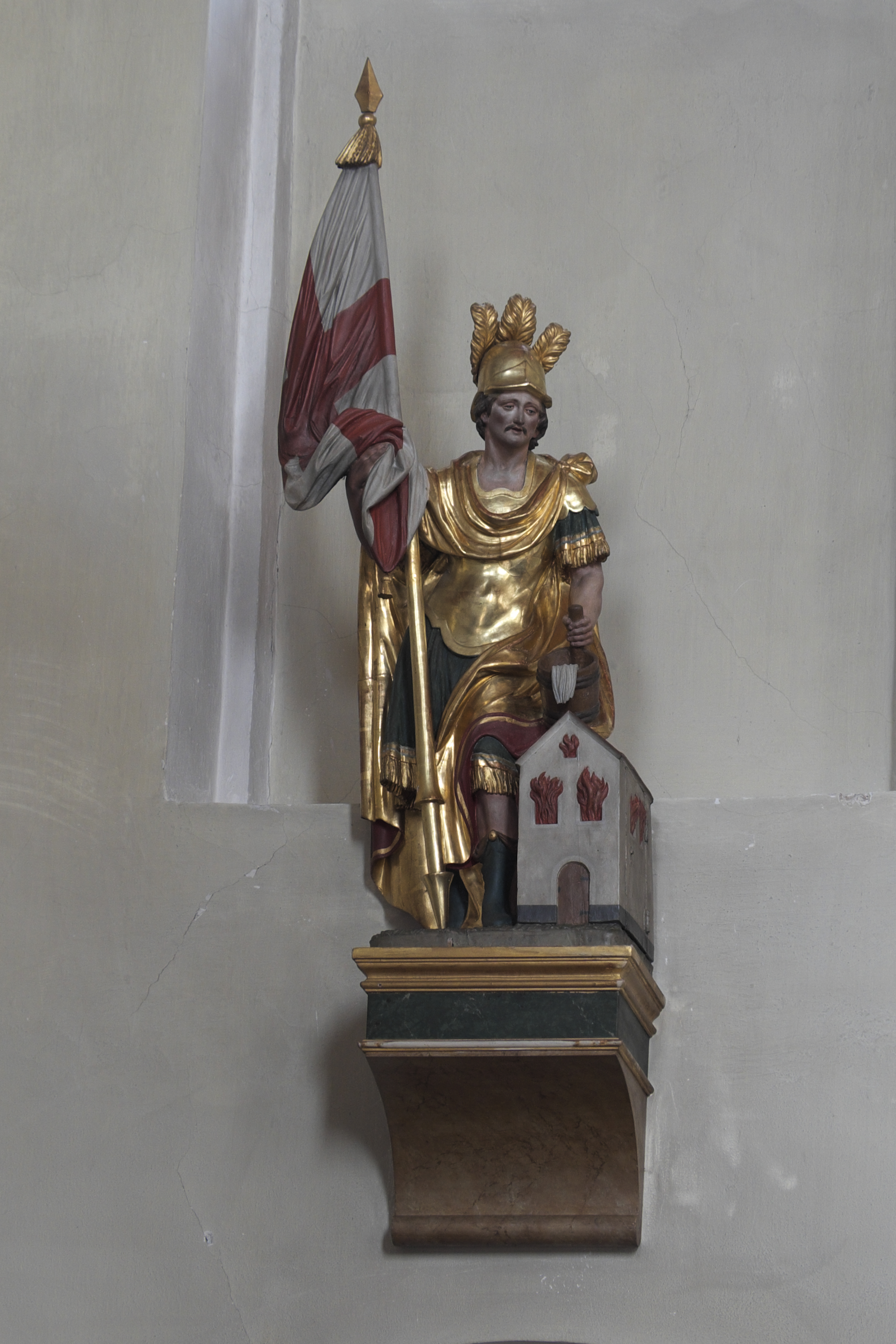
Heiliger Florian

### Epitaphien
In der Kirche befinden sich mehrere Grabdenkmäler wie der Wappengrabstein für Seitz von Fraunberg († 1430) und Lukas von Fraunberg († 1442) und weitere Epitaphien aus dem 18. Jahrhundert.

### Orgel
Die ehemalige, nicht mehr erhaltene Orgel der Pfarrkirche St. Florian, ein pneumatisches Kegelladeninstrument mit insgesamt 12 Registern auf zwei Manualen und Pedal, wurde 1938 von Julius Zwirner aus München erbaut.
| I Manual C–f3 |              |    |
| 1.            | Prinzipal    | 8′ |
| 2.            | Viola        | 8′ |
| 3.            | Salicional 0 | 8′ |
| 4.            | Octav        | 4′ |
| 5.            | Mixtur       | 2′ |

| II Manual C–f3 |             |    |
| 6.             | Gedackt     | 8′ |
| 7.             | Aeoline     | 8′ |
| 8.             | Fugara      | 4′ |
| 9.             | Flöte       | 4′ |
| 10.            | Nachthorn 0 | 2′ |

| Pedal C–d1 |           |     |
| 11.        | Subbaß    | 16′ |
| 12.        | Octavbaß0 | 08′ |

- Koppeln: II/I, II/P, I/P

Im Jahr 2000 wurde dieses Instrument durch einen Neubau von Paul Rohner (1936–2013) aus Mallersdorf ersetzt, der in den 1912 erweiterten Barockprospekt eingebaut wurde. Das rein mechanische Schleifladeninstrument umfasst 13 Register auf zwei Manualen und Pedal. Die Disposition lautet:
| I Hauptwerk C–g3 |               |       |
| 1.               | Prinzipal     | 8′    |
| 2.               | Rohrflöte     | 8′    |
| 3.               | Oktave        | 4′    |
| 4.               | Superoktave 0 | 2′    |
| 5.               | Mixtur III    | 1 ⁄3′ |
| 6.               | Trompete      | 8′    |
|                  | Tremulant     |       |

| II Manual C–g3 |               |        |
| 7.             | Holzgedackt 0 | 8′     |
| 8.             | Flöte         | 4′     |
| 9.             | Waldflöte     | 2′     |
| 10.            | Quinte        | 2 ⁄3′  |
| 11.            | Terz          | 1 3⁄5′ |

| Pedal C–f1 |           |     |
| 12.        | Subbass 0 | 16′ |
| 13.        | Pommer    | 08′ |

- Koppeln: II/I, II/P, I/P
- Bemerkungen: Schleifladen, mechanische Spiel- und Registertraktur

### Geläut
Aus dem schlanken Kirchturm läuten fünf Glocken mit der Tonfolge fis1–a1–h1–cis2–c3. Die vier tontieferen Glocken klingen im seltenen Motiv des ausgefüllten Mollakkords, da aus statischen Gründen eine Glocke mit dem Schlagton e1 (anstelle von fis1) nicht eingebaut werden konnte. Somit hätte das ausgefüllten Westminster-Motiv realisiert werden können. Die Glocken im Einzelnen:
| Nr. | Name                             | Gussjahr | Gießer                                 | Gewicht [kg] | Schlagton (HT-1/16) |
| --- | -------------------------------- | -------- | -------------------------------------- | ------------ | ------------------- |
| 1.  | St. Florian                      | 1955     | Karl Czudnochowsky, Erding             | 550          | fis1+2              |
| 2.  | Patrona Bavariae                 | 1953     | Karl Czudnochowsky, Erding             | 370          | a1+4                |
| 3.  | St. Joseph                       | 1955     | Johann Anton Bachmair, Erding          | 300          | h1+3                |
| 4.  | St. Edith Stein                  | 1993     | Alfred Bachert, Heilbronn              | 308          | cis2+4              |
| 5.  | „Schlossglöckerl“ (Sterbeglocke) | 1712     | Johann Ulrich Schelchshorn, Regensburg | 40           | c3±0                |